# Pissila
Pissila là một tổng thuộc  tỉnh Sanmatenga ở miền trung Burkina Faso. Dân số năm 2006 là 100.353 người. Thủ phủ là thị xã Pissila.

## Các thị xã và làng xã
Banguissom, Dawaka, Diassa, Dibilou, Douaga, Doundougou, Doungou-Nabitenga, Firka, Goèma, Gomnaoré, Guibga, Goéya, Issaogo, Kamsé, Karka, Kenega, Kiemna-Yarcé, Koalma, Kodogo, Komsilga, Kossoghin, Lebda, Lilbouré, Niandin, Nionko, Noaka, Nongtenga, Ouanobian, Ouidlao, Ouintokoulga, Palsegué, Poulallé, Rimkilga, Roffenega, Roumba-Mossi, Roumba-Yarcé, Sanbin-Nabitenga, Solomnoré, Souli-Peulh, Tallé-Mossi, Tallé-Peulh, Talwéoghin, Tambdogo, Tébéré, Terin-Mossi, Terin-Peulh, Tibi-Yarcé, Tibtenga, Tikato, Tiou-Poécé, Toeghin, Touroum, Zarin-Mossi và Zarin-Peulh.